# Kho'ini
Kho'ini (alternativ auch Xoini oder Xo'ini; Tati: خوئینی) ist je nach Ansicht ein Dialekt von Tati oder eine Sprache, die im Nordwesten des Iran gesprochen wird. Es wird im Dorf Khoein 
und der Umgebung gesprochen, etwa 60 Kilometer südwestlich der Stadt Zanjan im Norden des Iran.

## Vokabular und Beispielsätze
Vokabular und Beispielsätze sind in lateinischer Schrift angegeben. 